# Сизикова (Тюменская область)
Сизикова — деревня в Исетском районе Тюменской области России. Входит в состав Бобылевского сельского поселения. Деревня расположена на левом берегу реки Ирюм,  расстояние до села Исетского 14 км, г. Тюмени 94 км.

## История
Сизикова впервые упоминается в переписи Поскочина в 1683 г., в ней проживало 30 человек лиц мужского пола.  .
Уроженцы Верхотурского уезда Сизиков Агафон (р. около 1630-до 1683) и его сын Василий (р.1660) пришли в д. Бобылева и основали д. Сизикова Исетского острога. 
До 1917 года в составе Бобылевской волости Ялуторовского уезда Тобольской губернии. По данным на 1926 год состояла из 182 хозяйств. В административном отношении являлась центром Сизиковского сельсовета Исетского района Тюменского округа Уральской области.

## Население
По ревизской сказке 1763 года жили: Бердышевы-31 чел., Жеравины, Замятины, Зыряновы, Калмановы, Карандошовы, Карматские, Копосовы, Молоковы, Нелаевы, Прокопьевы, Семеновы, Сизиковы-8 чел., Чащины. Итого лиц мужского пола – 142 чел.
По переписи 1897 года жили: Бердышевы-126 чел., Гладышевы, Гляденцевы, Жигалевы, Крохалевы, Молоковы-более 100 чел, Морозовы, Москвин 13 чел., Нелаевы, Прокопьевы, Сизиковы-140 чел., Улыбины, Чащины.
| 2010 |
| ---- |
| 101  |

По данным переписи 1926 года в деревне проживало 803 человека (382 мужчины и 421 женщина), в том числе: русские составляли 100 % населения.
Согласно результатам переписи 2002 года, в национальной структуре населения русские составляли 95 % из 99 чел.